# Oncocera
Oncocera é um gênero de mariposa pertencente à família Crambidae.